# Deus Ex
Deus Ex, dat vaak wordt afgekort als DX, is een actierollenspel (ARPG) ontwikkeld door Ion Storm en uitgegeven door Eidos Interactive. Het spel verscheen in 2000 voor Windows en werd in 2002 gevolgd door een PlayStation 2-versie.
Deus Ex was een zeer succesvol spel en werd zelfs uitgeroepen tot Game of the Year. Het spel kreeg van de meeste beoordelaars een rapportcijfer 9. Door het grote succes kwam er al snel het minder succesvolle vervolg Deus Ex: Invisible War.
Op 26 augustus 2011 kwam de prequel van de eerste Deus Ex uit, Deus Ex: Human Revolution. Deze prequel werd opnieuw lovend ontvangen en is volgens critici een waardiger opvolger op Deus Ex.
Op 8 april 2015 kondigde Square Enix de opvolger in de reeks aan: Deus Ex: Mankind Divided.

## Spel
Deus Ex bevat elementen uit vier andere spelgenres: rollenspel, first-person shooter, avontuur en meeslepende simulatie.
In het spel neemt de speler de rol aan van JC Denton, een medewerker van UNATCO. Denton is opgebouwd uit nanotechnologie en dit speelt een centrale rol in de gameplay.
De speler moet in het spel missies voltooien en wordt daarbij beloond met ervaringspunten. De missies kunnen in willekeurige volgorde worden uitgevoerd. Centraal staat ook de invloed op het spel van elke keuze die een speler maakt.

## Verhaal
Het is het jaar 2052. Het dodelijke virus Gray Death zaait dood en verderf over de wereld. Terroristen en terreuraanslagen zijn aan de orde van de dag. Om de terroristen te bestrijden, werd UNATCO (United Nations Anti-Terrorist Coalition) opgericht. In Deus Ex kruipt de speler in de huid van UNATCO-agent J.C. Denton.
Denton begint zijn avontuur in New York. Zijn broer Paul informeert hem over zijn missie. Terroristen van het NSF hebben een aanslag gepleegd op het Vrijheidsbeeld en een lading Ambrosia, het vaccin tegen Gray Death, gestolen. Wanneer de speler de commanding officer in de top van het Vrijheidsbeeld vangt, geeft hij Denton de informatie die de speler nodig heeft om de vermiste lading op te sporen. Met hulp van mech-agent (een vorige generatie 'special agents' van UNATCO) Anna Navarre gaat Denton op weg naar Battery Park in New York om de lading te zoeken. Daar blijkt dat de NSF de lading al vervoerd heeft naar LaGuardia Airport. Paul ontmoet de speler weer in de metro naar Hells Kitchen en hij zegt dat de speler de generator in de industriewijk van Hells Kitchen moet opblazen, zodat Paul en zijn team verder kunnen. Als de speler daarna terug naar UNATCO gaat, hoort hij van de chef, Joseph Manderley, dat zijn broer de missie verknald heeft en dat hij ontslagen is. Dan is het Dentons taak om naar LaGuardia Airport te gaan en de lading Ambrosia terug te halen. Op het vliegveld blijkt dat Paul eigenlijk in het geheim voor de NSF werkt en een verrader in de ogen van UNATCO is.
Paul weet te vluchten wanneer UNATCO de vliegtuighangar bestormt. Terug bij het UNATCO hoofdkwartier op Liberty Island krijgt de speler de opdracht van zijn werkgever Joseph Manderley om een contact van Paul in Hong Kong, Tracer Tong genaamd, op te zoeken en uit te schakelen. De met Paul bevriende helipiloot die de speler constant rondvliegt, Jock, brengt hem echter eerst naar Hell's Kitchen, NY, omdat Paul Denton nodig heeft omdat iemand zijn killswitch geactiveerd heeft. [een anti-verraad maatregel, als dit geactiveert wordt dan ontploft degene na 24 uur omdat de nanites die normaal de augmentations verzorgen dan exponentiële groei veroorzaken] Denton moet een bericht naar een vriend van Paul (Chad Dumier, leider van Silhouette) sturen, met daarin de boodschap dat de Franse bondgenoten van de NSF gevaar lopen. Denton doet dit, Dan krijgt hij een Infolink bericht binnen van Walton Simons, hij zegt dat hij zijn killswitch geactiveerd heeft en dat hij net als Paul na 24 uur dood is, Hij wordt ook gearresteerd door Gunther Hermann namens UNATCO, vanwege verraad.
Een vreemd persoon genaamd Daedalus informeert Denton via zijn info-link dat hij moet ontsnappen uit de geheime MJ12-gevangenis waarin hij zit. Hij weet dit voor elkaar te krijgen, en de gevangenis blijkt onder UNATCO H.Q. te zitten. Eenmaal buitengekomen brengt Jock Denton naar Hong Kong, waar hij in contact moet komen met Tracer Tong om zijn 'killswitch' (een soort 'knop' die 24 uur na inschakeling de desbetreffende agent om het leven zal brengen) te deactiveren. Via het sluiten van vrede tussen twee triads weet Denton het vertrouwen van Tracer Tong te krijgen. Deze geeft hem de opdracht om binnen te dringen bij VersaLife, een bedrijf dat verantwoordelijk is voor productie van Ambrosia. Het blijkt echter dat VersaLife in opdracht van enkele prominente Amerikanen het virus Gray Death zelf synthetiseert en verspreidt. Om de productie van het virus te stoppen, moet Denton tijdens een tweede bezoek aan VersaLife de Universal Constructor (UC) vernietigen. Hij slaagt hierin, maar er is nog steeds een supertanker gevuld met het virus op weg naar de VS, daarom moet Denton terug naar New York voor de laatste keer, die ondertussen in een staat van beleg gevallen is.
Teruggekomen in New York, wint Denton informatie in bij Stanton Dowd, voormalig kapitein van de P.R.C.S Wall Cloud, de supertanker waarin het virus vervoerd wordt. Denton vraagt aan hem hoe hij dit op moet lossen. De oplossing blijkt simpel: 'scuttle the superfreighter' (breng de supertanker tot zinken). Voor extra explosieven moet Denton eerst langs Smuggler, een sinistere en zeer paranoïde wapenhandelaar in Hell's Kitchen. Denton waarschuwt hem voor een inval door UNATCO, zodat Smuggler nog op tijd weg kan komen. Als Denton Smuggler niet waarschuwt, zal Jock Denton inlichten dat Smuggler vermoord is door Gunther Hermann bij de inval. 
Denton vertrekt daarna naar de Brooklyn Naval Shipyards, nu onder controle door FEMA, in het geheim door MJ12 en brengt daar de supertanker tot zinken door vier gelaste plekken op te blazen. Jock pikt Denton daarna op, en brengt hem terug naar Stanton Dowd's kerkhof. Die licht hem in over de Illuminati, een groep gerelateerd aan Silhouette en een groep waar Bob Page extreem bang voor is vanwege het feit dat ze tegen nano-augmentatie zijn. Denton vertrekt naar Parijs om de dochter van Beth DuClare op te sporen, zodat hij in contact kan komen met Morgan Everett, de huidige leider van de inmiddels ter ziele gegane Illuminati.
Wanneer Denton erin slaagt met Everett in contact te komen, stuurt deze hem op een missie naar Vandenberg Air Force Base in de VS, om daar de geleerde genaamd Gary Savage op te zoeken. Savage heeft informatie over het construeren van een Universal Constructor, wat Denton nodig heeft om oneindig het Ambrosia-vaccin te produceren. De basis is echter aangevallen door MJ12-troepen (geheime organisatie van de regering van de VS) en is dus under lockdown. Denton weet de basis te bevrijden door de beveiligingsrobots in te schakelen. Het blijkt dat Gary Savage, de scientist naar wie Denton op zoek is, in het hoofdgebouw van Vandenberg AFB zit, en de enige nano-key die toegang verschaft, is vergeven aan een medewerker die geprobeerd heeft via een ondergrondse tunnel het hoofdgebouw te bereiken. Denton weet echter de sleutel terug te vinden en maakt contact met Gary Savage. Die vertelt hem dat zijn dochter Tiffany gegijzeld is en zij beschikt over informatie die Denton verder op weg helpt naar de UC. Denton weet haar te bevrijden en ze wijst hem in de richting van een Ocean Lab, waar zich informatie voor de UC bevindt. Denton weet deze informatie te verzamelen, maar dan hoort hij via zijn info-link dat de bekende filantroop en megamagnaat Bob Page een nucleaire raket op Vandenberg heeft gericht. Denton infiltreert de missile silo echter, en verandert de coördinaten van de raket richting Area-51, de schuilplek van Bob Page. Denton weet zich een weg te banen door het doolhof van wegen onder Area 51, maar uiteindelijk komt hij helemaal onderaan terecht, waar zich Bob Page bevindt. Op dit moment heeft Denton drie keuzes, en kan de speler zelf het verdere verloop van het verhaal bepalen:
New Dark AgeTracer Tong draagt de speler op de gehele faciliteit te vernietigen door de kernreactoren die de basis van stroom voorzien op te blazen. Aangezien de faciliteit het middelpunt van de communicatie internet en technologie is wordt ieder weer op zichzelf en anderen afhankelijk, in plaats van technologie. De wereld komt daardoor wel in een nieuwe Dark Age terecht (te vergelijken met de Vroege Middeleeuwen), maar mensen zijn tenminste wel bevrijd van alle complotten en zijn weer vrij.
Alhoewel die redenering dubieus is aangezien tegenstanders van de nieuwe Dark Age niet vrij zijn om zich te uiten of om nieuwe technologie te ontwikkelen. Ook hadden de meeste mensen uit de middeleeuwen over het algemeen niet veel vrijheid.
Illuminati-eindeDe speler moet vier plasmareactoren uitschakelen die een veld creëren dat Bob Page beschermt. Vervolgens moet hij Bob Page doden, maar de faciliteit intact houden. Everett wil samen met Denton de wereld regeren door middel van de onzichtbare hand van, oftewel de onopmerkbare sturing van, de Illuminati en de mensen weer een tijd van grote welvaart brengen zoals gedurende de 20e eeuw het geval was.
Helios-eindeEen grote, superintelligente AI, die als surveillance-systeem gebruikt wordt, wil dat de speler met hem integreert. Zo heeft het een hoge intelligentie maar ook meer kennis, vooral subjectieve, over het menselijk wezen dat het niet kan verkrijgen als rationeel observeerder (over wat gevoelens zijn wat de mens wil). In het verhaal wordt Helios gepersifleerd als een welwillend AI dat de mens wil helpen zich te ontwikkelen waarbij welzijn een prioriteit heeft. Omdat de AI geen subjectiviteit ervaart en hierdoor vooral geen eigen gewil meespeeld als "stuurder" van de mens is dit mogelijk.
Door de combinatie van superintelligentie het alles kunnen zien door surveillance en het kunnen beïnvloeden van alles wat op het internet is verbonden van de AI, het integreren met een mens en daardoor weten wat de mens wil en voelt, en de UC (Universele Constructor) waarmee praktisch alles gemaakt kan worden vanaf atomisch niveau, ontstaat er effectief een God die letterlijk alles weet, kan zien, kan maken en kan doen. Vandaar het citaat na dit einde:
If there were no god it would be necessary to create him.
Dit einde verklaart de titel; Deus Ex verwijst naar de Latijnse term "Deus ex machina" (letterlijk: God uit een machine). Ook de namen Helios, Ambrosia (Ambrozijn) en Daedalus verwijzen naar de klassieke literatuur.

## Trivia
- Het spel is opgenomen in het boek 1001 Video Games You Must Play Before You Die van Tony Mott.